# Очиток великий
Очиток великий, заяча капуста велика (Sedum maximum) — вид рослин родини товстолисті.

## Будова
Багаторічна рослина з м'ясистими подовженими еліптичними листками. Корені потовщені, веретеноподібні, багаті на крохмаль. За формою нагадують боби жоржин — завдовжки 3-4 см, завтовшки 0,5-1,5 см.

## Поширення та середовище існування
Росте в Європі, у тому числі в Україні.

## Практичне використання
У Західній та Середній Європі очиток культивують як овочеву рослину. Для їжі придатні молоді листки, пагони та корені. З пагонів та листя варять юшки, борщі, готують пюре, окрошку, овочевий фарш. Ранньої весни, коли інших овочів ще бракує, очиток замінює шпинат, капусту, салат. Як картоплю використовують м'ясисте коріння. Перед їдою з вареного коріння знімають шкірку.